# Mortes em março de 2017
Mortes em 2017: ← Janeiro – Fevereiro – Março – Abril – Maio – Junho – Julho – Agosto – Setembro – Outubro – Novembro – Dezembro →
Esta é uma relação de pessoas notáveis que morreram durante o mês de março de 2017, listando nome, nacionalidade, ocupação e ano de nascimento.

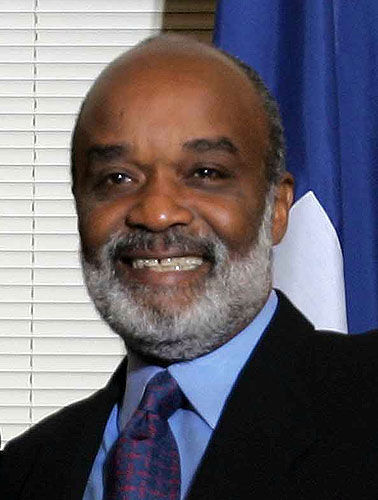
René Préval, ex-presidente do Haiti

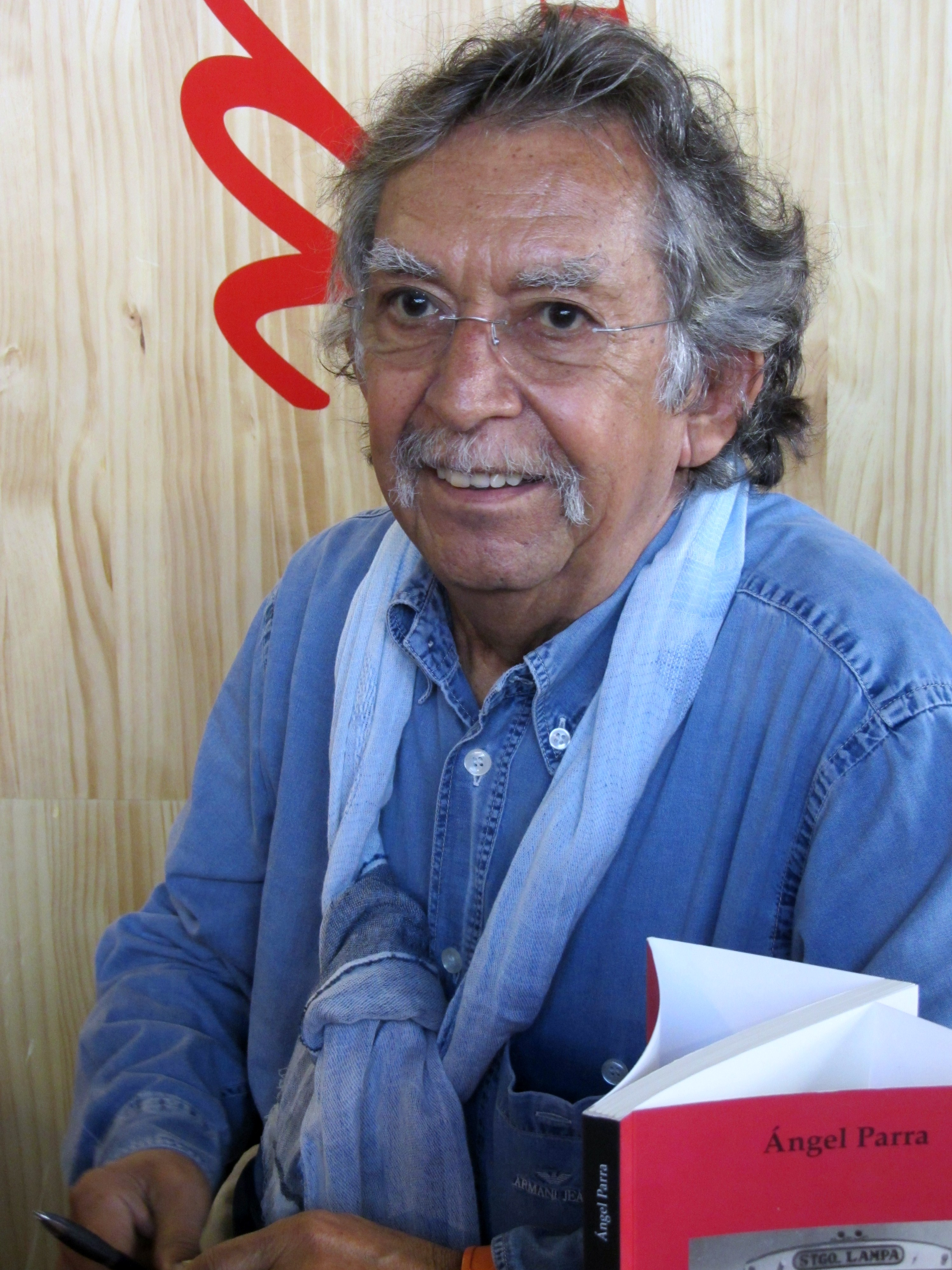
Ángel Parra, cantor e compositor chileno

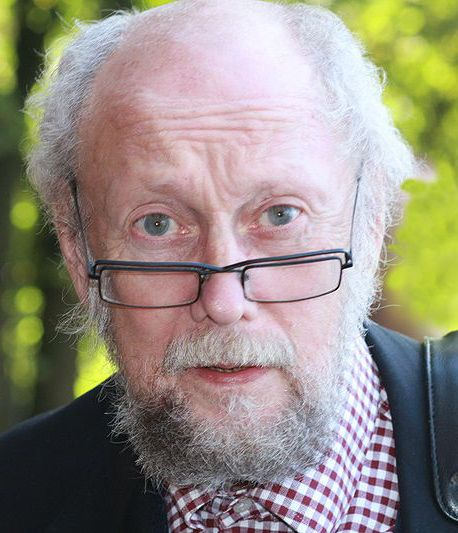
Torgny Lindgren, escritor sueco

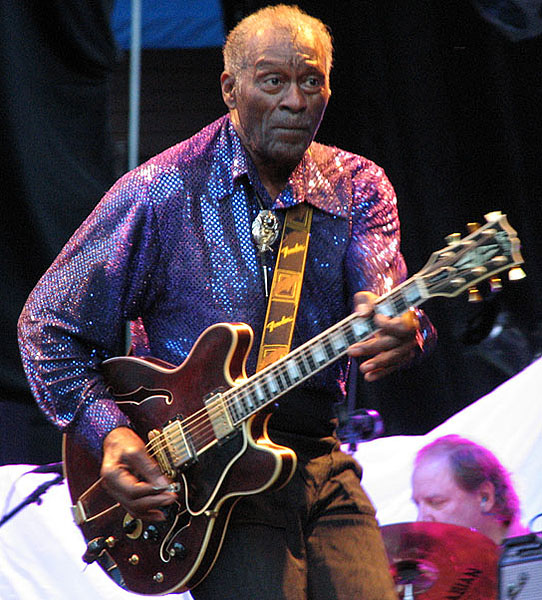
Chuck Berry, cantor estadunidense

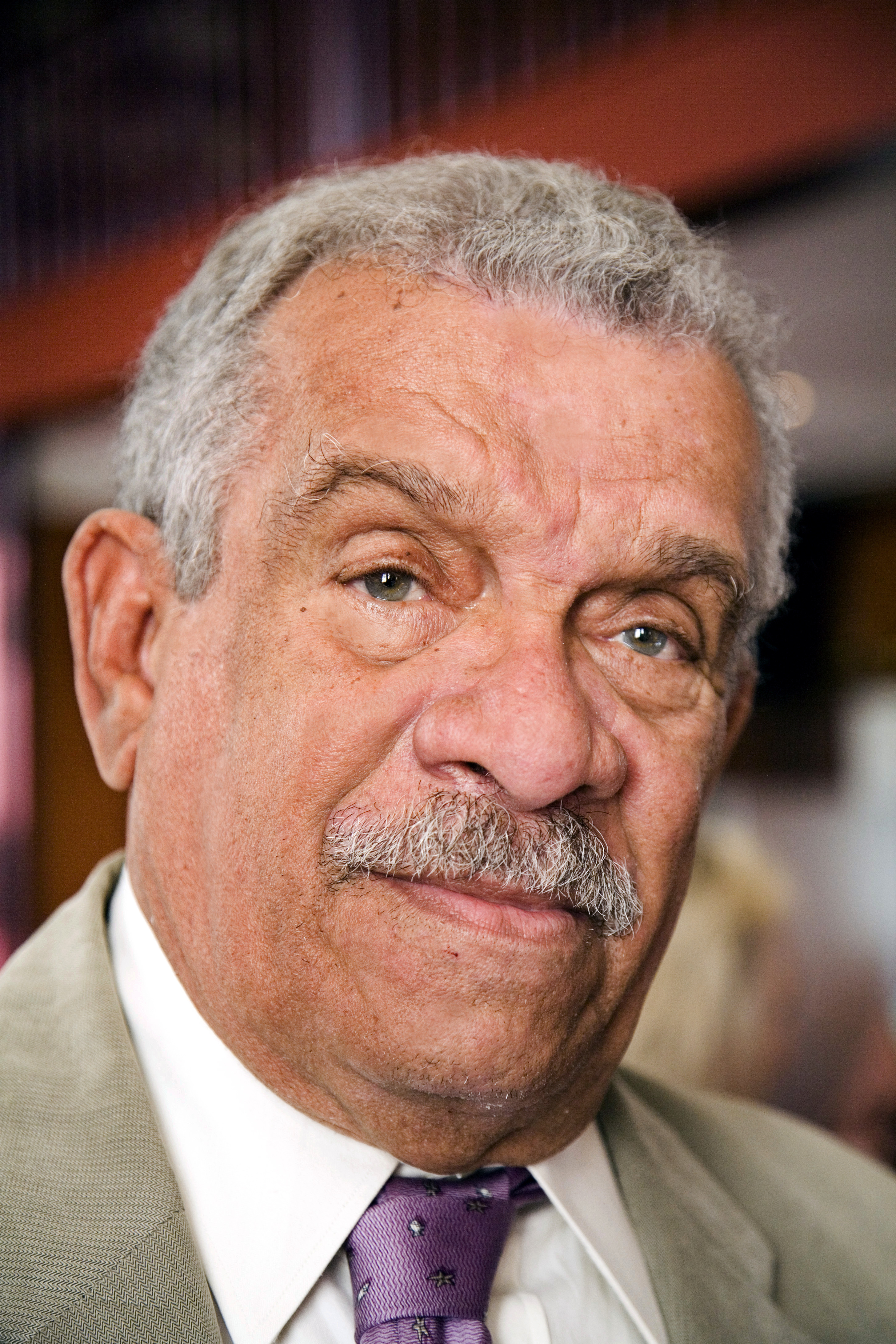
Derek Walcott, escritor e Nobel santa-lucense

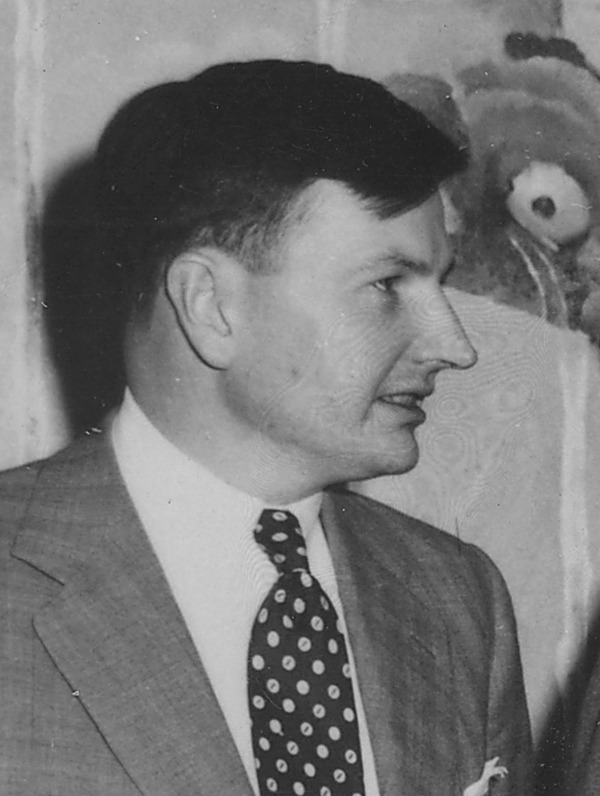
David Rockefeller, banqueiro estadunidense

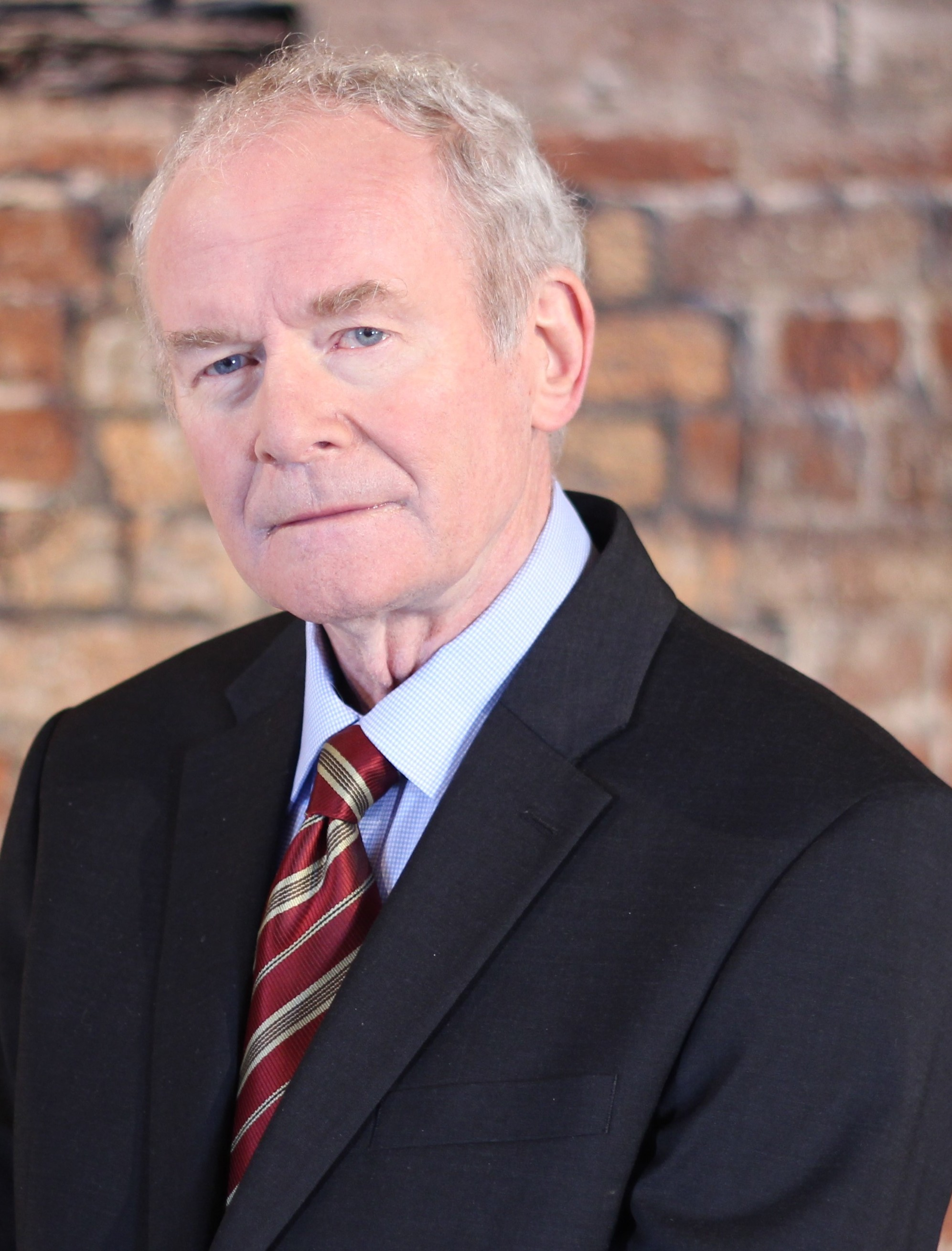
Martin McGuinness, político britânico

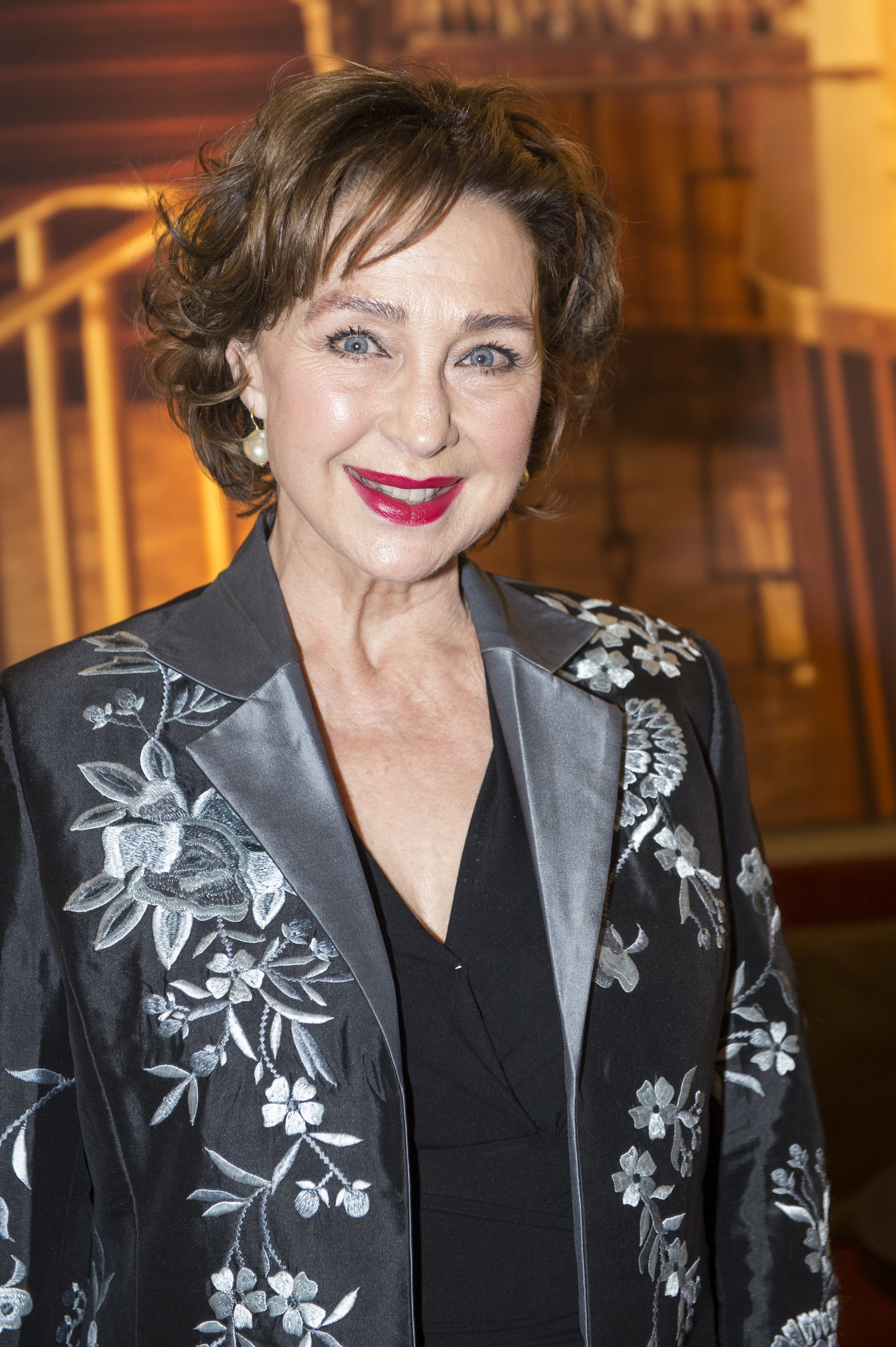
Christine Kaufmann, atriz alemã

| Dia | Nome                                | Profissão ou motivo de reconhecimento | Nacionalidade           | Ano de nasc. | Ref           |
| --- | ----------------------------------- | ------------------------------------- | ----------------------- | ------------ | ------------- |
| 1   | Carlos Gardini                      | Escritor e tradutor                   | Argentina               | 1948         | [ 1 ]         |
| 1   | Gustav Metzger                      | Artista e ativista político           | Alemanha/ Reino Unido   | 1926         | [ 2 ]         |
| 1   | Yasuyuki Kuwahara                   | Futebolista                           | Japão                   | 1942         | [ 3 ]         |
| 1   | Johannes Lahti                      | Atleta de decatlo                     | Finlândia               | 1952         | [ 4 ]         |
| 2   | Dermeval Gonçalves                  | Empresário                            | Brasil                  | 1925         | [ 5 ]         |
| 2   | Tommy Gemmell                       | Futebolista                           | Reino Unido             | 1943         | [ 6 ]         |
| 2   | Maria Velez                         | Pintora e criadora de moda            | Portugal                | 1935         | [ 7 ]         |
| 3   | Raymond Kopa                        | Futebolista                           | França                  | 1931         | [ 8 ] [ 9 ]   |
| 3   | René Préval                         | Político                              | Haiti                   | 1943         | [ 10 ]        |
| 3   | Tommy Page                          | Cantor e compositor                   | Estados Unidos          | 1970         | [ 11 ]        |
| 4   | Alberto Villalta                    | Futebolista                           | El Salvador             | 1947         | [ 12 ]        |
| 4   | Thomas Starzl                       | Médico                                | Estados Unidos          | 1926         | [ 13 ]        |
| 5   | Anthony Beilenson                   | Político                              | Estados Unidos          | 1932         | [ 14 ]        |
| 5   | Kurt Moll                           | Cantor de ópera                       | Alemanha                | 1938         | [ 15 ] [ 16 ] |
| 5   | João Carlos Bozzo Nascimento        | Ator                                  | Brasil                  | 1943         | [ 17 ]        |
| 6   | Marek Ostrowski                     | Futebolista                           | Polónia                 | 1959         | [ 18 ]        |
| 6   | Jesús Silva Herzog Flores           | Economista e político                 | México                  | 1935         | [ 19 ]        |
| 6   | Mickey Marvin                       | Jogador de futebol americano          | Estados Unidos          | 1955         | [ 20 ]        |
| 6   | Bill Hougland                       | Jogador de basquete                   | Estados Unidos          | 1930         | [ 21 ]        |
| 6   | Alberto Zedda                       | Maestro e musicólogo                  | Itália                  | 1928         | [ 22 ]        |
| 7   | Ronald Drever                       | Físico                                | Reino Unido             | 1931         | [ 23 ]        |
| 7   | Slavko Brezovski                    | Arquiteto                             | Macedônia do Norte      | 1922         | [ 24 ]        |
| 7   | Peter Gruber                        | Matemático                            | Áustria                 | 1941         | [ 25 ]        |
| 7   | Hans Georg Dehmelt                  | Físico                                | Alemanha                | 1922         | [ 26 ]        |
| 7   | Wilfried Krätzig                    | Engenheiro civil                      | Alemanha                | 1932         | [ 27 ]        |
| 8   | George Andrew Olah                  | Químico                               | Estados Unidos/ Hungria | 1927         | [ 28 ]        |
| 8   | Joseph Nicolosi                     | Psicólogo                             | Estados Unidos          | 1947         | [ 29 ]        |
| 9   | Howard Hodgkin                      | Pintor                                | Reino Unido             | 1932         | [ 30 ]        |
| 10  | John Surtees                        | Motociclista e automobilista          | Reino Unido             | 1934         | [ 31 ] [ 32 ] |
| 10  | Aníbal Ruiz                         | Futebolista e treinador de futebol    | Uruguai                 | 1942         | [ 33 ]        |
| 10  | Joni Sledge                         | Cantora                               | Estados Unidos          | 1956         | [ 34 ]        |
| 10  | Yngve Lundh                         | Ciclista                              | Suécia                  | 1924         | [ 35 ]        |
| 11  | Ángel Parra                         | Cantor e compositor                   | Chile                   | 1943         | [ 36 ]        |
| 11  | Pedro Nonato da Costa               | Poeta, ator, violeiro e cordelista    | Brasil                  | 1962         | [ 37 ]        |
| 11  | Lloyd Conover                       | Químico                               | Estados Unidos          | 1923         | [ 38 ]        |
| 11  | João da Mata de Sousa               | Político, industrial e advogado       | Brasil                  | 1941         | [ 39 ]        |
| 11  | Brasil Vita                         | Advogado e político                   | Brasil                  | 1922         | [ 40 ]        |
| 13  | Ed Whitlock                         | Maratonista                           | Canadá                  | 1931         | [ 41 ]        |
| 13  | Patrick Nève                        | Automobilista                         | Bélgica                 | 1949         | [ 42 ]        |
| 14  | Elena Naimushina                    | Ginasta                               | Rússia                  | 1964         | [ 43 ]        |
| 15  | Enrique Morea                       | Tenista                               | Argentina               | 1924         | [ 44 ]        |
| 15  | Dave Stallworth                     | Basquetebolista                       | Estados Unidos          | 1941         | [ 45 ]        |
| 15  | Fritz Briel                         | Canoísta                              | Alemanha                | 1934         | [ 46 ]        |
| 16  | Torgny Lindgren                     | Escritor                              | Suécia                  | 1938         | [ 47 ]        |
| 16  | James Cotton                        | Cantor e gaitista                     | Estados Unidos          | 1935         | [ 48 ]        |
| 17  | Derek Walcott                       | Poeta                                 | Santa Lúcia             | 1930         | [ 49 ]        |
| 18  | Chuck Berry                         | Cantor, compositor e guitarrista      | Estados Unidos          | 1926         | [ 50 ] [ 51 ] |
| 18  | Miloslav Vlk                        | Cardeal                               | Chéquia                 | 1932         | [ 52 ]        |
| 19  | Ian Stewart                         | Piloto automobilista                  | Reino Unido             | 1929         | [ 53 ]        |
| 19  | Roger Pingeon                       | Ciclista                              | França                  | 1940         | [ 54 ]        |
| 19  | Ryan McBride                        | Futebolista                           | Reino Unido             | 1989         | [ 55 ]        |
| 20  | David Rockefeller                   | Banqueiro                             | Estados Unidos          | 1915         | [ 56 ]        |
| 20  | Leticia Ramos-Shahani               | Política                              | Filipinas               | 1929         | [ 57 ]        |
| 20  | Poddutoori Ganga Reddy              | Político                              | Índia                   | 1933         | [ 58 ]        |
| 20  | Shuntaro Hida                       | Médico                                | Japão                   | 1917         | [ 59 ]        |
| 21  | Martin McGuinness                   | Político                              | Reino Unido             | 1950         | [ 60 ]        |
| 22  | Dinizar Ribas de Carvalho           | Advogado e político                   | Brasil                  | 1931         | [ 61 ]        |
| 22  | Tomás Milián                        | Ator                                  | Cuba                    | 1933         | [ 62 ]        |
| 23  | Denis Voronenkov                    | Político                              | Rússia                  | 1971         | [ 63 ]        |
| 23  | Lola Albright                       | Atriz                                 | Estados Unidos          | 1924         | [ 64 ]        |
| 23  | William Henry Keeler                | Cardeal                               | Estados Unidos          | 1931         | [ 65 ]        |
| 24  | Ilídio do Amaral                    | Geógrafo e professor universitário    | Portugal                | 1926         | [ 66 ]        |
| 24  | Leo Peelen                          | Ciclista                              | Países Baixos           | 1968         | [ 67 ]        |
| 24  | Peter Shotton                       | Empresário                            | Reino Unido             | 1941         | [ 68 ] [ 69 ] |
| 25  | Cuthbert Sebastian                  | Político                              | São Cristóvão e Neves   | 1921         | [ 70 ]        |
| 25  | Louis Feldman                       | Professor universitário               | Estados Unidos          | 1926         | [ 71 ]        |
| 25  | Marcelo Pinto Carvalheira           | Arcebispo                             | Brasil                  | 1928         | [ 72 ]        |
| 26  | Ernest Henley                       | Físico                                | Estados Unidos          | 1924         | [ 73 ]        |
| 26  | Eliana Kertész                      | Artista plástica                      | Brasil                  | 1945         | [ 74 ]        |
| 26  | Guila Flint                         | Jornalista                            | Brasil                  | 1954         | [ 75 ]        |
| 26  | Zenildo Gonzaga Zoroastro de Lucena | General de exército                   | Brasil                  | 1930         | [ 76 ]        |
| 26  | Darlene Cates                       | Atriz                                 | Estados Unidos          | 1947         | [ 77 ]        |
| 27  | Ali Hasan Nayfeh                    | Engenheiro                            | Palestina               | 1933         | [ 78 ]        |
| 27  | Eduard Mudrik                       | Futebolista                           | Rússia                  | 1939         | [ 79 ]        |
| 27  | Harold Neville Vazeille Temperley   | Físico                                | Reino Unido             | 1915         | [ 80 ]        |
| 28  | Alice de Bourbon-Parma              | Membro da família real                | Espanha                 | 1917         | [ 81 ]        |
| 28  | Christine Kaufmann                  | Atriz                                 | Alemanha                | 1945         | [ 82 ]        |
| 29  | Alexei Alexeevich Abrikosov         | Físico                                | Rússia                  | 1928         | [ 83 ]        |
| 29  | João Gilberto Noll                  | Escritor                              | Brasil                  | 1946         | [ 84 ]        |
| 30  | Donald Harvey                       | Assassino em série                    | Estados Unidos          | 1952         | [ 85 ]        |
| 30  | Francis de Noyelle                  | Diplomata e alpinista                 | França                  | 1919         | [ 86 ]        |
| 31  | James Albert Rosenquist             | Pintor                                | Estados Unidos          | 1933         | [ 87 ]        |
| 31  | Jerrier Haddad                      | Engenheiro da computação              | Estados Unidos          | 1922         | [ 88 ]        |